# Publick

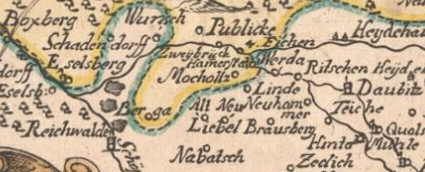
Ausschnitt der Karte Der Priebussische Creis… mit Publicke (1745)

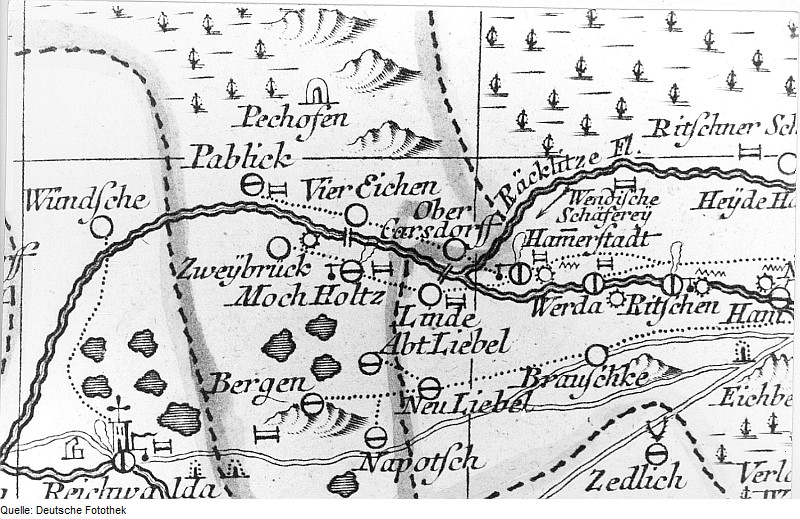
Ausschnitt aus der Oberlausitzkarte von Schenk mit Pablick (1759)

Publick, obersorbisch Publik, ist ein ehemaliges Dorf in der Oberlausitz, 11 km südöstlich von Weißwasser. Der am alten Weißen Schöps zwischen Hammerstadt (Ortsteil von Rietschen) und Schadendorf (Ortsteil von Boxberg/O.L.) gelegene Ort wurde 1986 wegen des Braunkohlenabbaus durch den Tagebau Reichwalde devastiert.

## Lage
Publick lag im sorbischen Siedlungsgebiet zwischen Weißwasser im Norden, Rietschen im Osten, Niesky im Süden und Boxberg/O.L. im Westen. Benachbarte Ortschaften waren Mocholz im Norden, Zweibrücken und Altliebel im Osten, Neuliebel im Südosten, Kringelsdorf im Süden, Reichwalde im Südwesten sowie Wunscha im Westen.

## Geschichte
Der Ort, der stets zur Standesherrschaft Muskau gehörte, trug verschiedene Bezeichnungen. Um 1400 wurde er unter dem Namen Publicsdorff, 1505 und 1581 unter Puplick, 1572 unter Pupplingk, 1603 unter Pupligk, 1625 unter Bublick und seit 1791 unter Publick verzeichnet.
Auf einer Karte (vor 1724) erscheint es unter Bublie, auf einer weiteren (vor 1727) als Public, 1745 (nebenstehende Karte) als Publicke und etwa gleichzeitig (1746) bereits als Publick und nach 1757 wieder als Public und 1759 (nebenstehende Karte) als Pablick.

### Publick im Dritten Reich
Im Jahre 1936 erhielt Publick wie viele andere Orte im sorbischen Siedlungsgebiet im Zuge der Germanisierung sorbischer Ortsnamen eine neue deutsche Bezeichnung. Vom 22. Dezember 1936 bis zum Jahre 1947 trug der Ort die Bezeichnung Wildfelde. Danach wurde die vorherige Benennung rückgängig gemacht.
Im Ortsteil Wunschhausen gab es vom 26. Februar 1942 bis zum 1. August 1942 ein der Staatspolizeistelle untergeordnetes Arbeitserziehungslager für Männer.

### Verwaltungszugehörigkeit
Nach dem Ersten Schlesischen Krieg kam das Dorf Publick 1742 zum Königreich Preußen. Am 1. April 1938 wurde der Nachbarort Wunscha nach Publick eingemeindet. 1945 wurde Wunscha wieder selbstständig und Publick wurde nach Wunscha eingemeindet. Der Ort war Teil des Landkreises Weißwasser-Görlitz und lag nach dessen Umbenennung ab dem 16. Januar 1947 im Landkreis Niesky. Am 25. Juli 1952 wurde die Gemeinde Wunscha mit dem Ortsteil Publick dem neu gebildeten Kreis Weißwasser im Bezirk Cottbus zugeordnet. Am 1. Januar 1986 wurde die Ortsflur von Publick in die Gemeinde Viereichen eingemeindet, welche wiederum am 15. März 1992 mit den bis dahin ebenfalls eigenständigen Gemeinden Daubitz, Rietschen und Teicha zur Gemeinde Rietschen zusammengelegt wurde. Nach der Kreisreform in Sachsen am 1. August 1994 wurde Rietschen und somit auch die ehemalige Ortslage von Publick dem Niederschlesischen Oberlausitzkreis zugeschlagen. Seit der sächsischen Kreisreform vom 1. August 2008 gehört die ehemalige Ortslage von Publick zum Landkreis Görlitz.

## Bevölkerung
| Jahr | Einwohner                             |
| ---- | ------------------------------------- |
| 1603 | 1 besessener Mann 3 Gärtner 4 Häusler |
| 1777 | 5 Häusler                             |
| 1825 | 41                                    |
| 1871 | 53                                    |
| 1885 | 41                                    |
| 1905 | 50                                    |
| 1925 | 51                                    |
| 1939 | 245 (inkl. Wunscha)                   |

Laut der Statistik der Lausitzer Sorben von Arnošt Muka waren 1884/85 alle 60 Einwohner Sorben.